# Bratři Asamové
Bratři Asamové - Kosma Damian Asam (1686–1739) a Egid Quirin Asam (1692–1750), byli němečtí sochaři, štukatéři a malíři pozdního baroka, známí hlavně výzdobou interiérů architektury. Starší Kosma Damián byl malíř a maloval i obrazy, mladší Egid Quirin byl sochař a štukatér. Později pracovali jako autorská dvojice na výzdobě kostelů a zámků v Bavorsku, v Čechách v Rakousku i ve Švýcarsku.

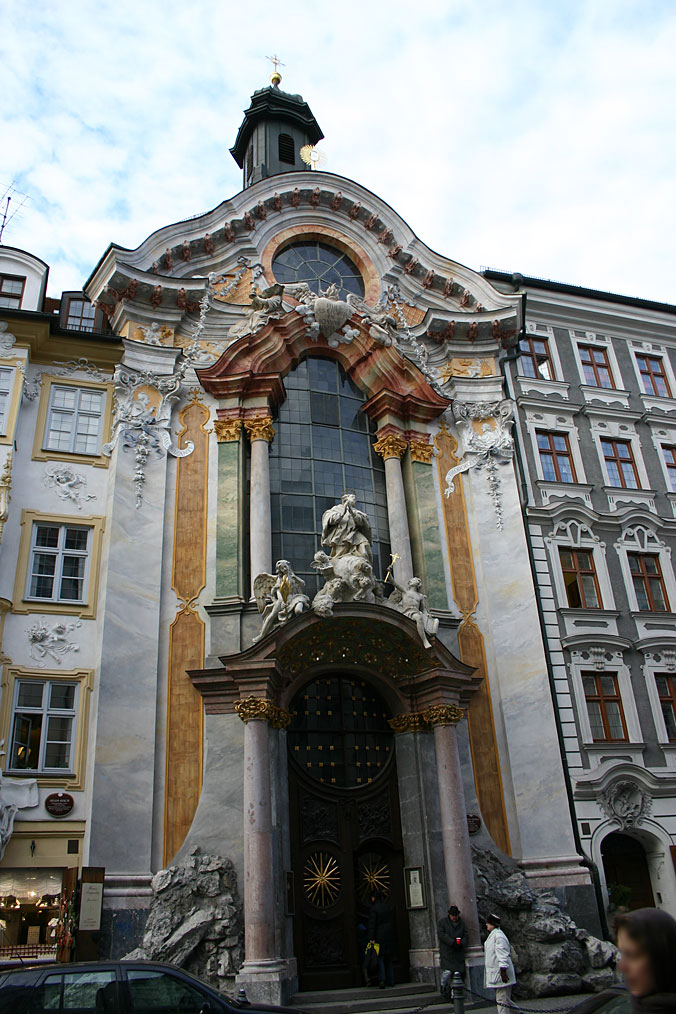
Asamkirche (Mnichov)

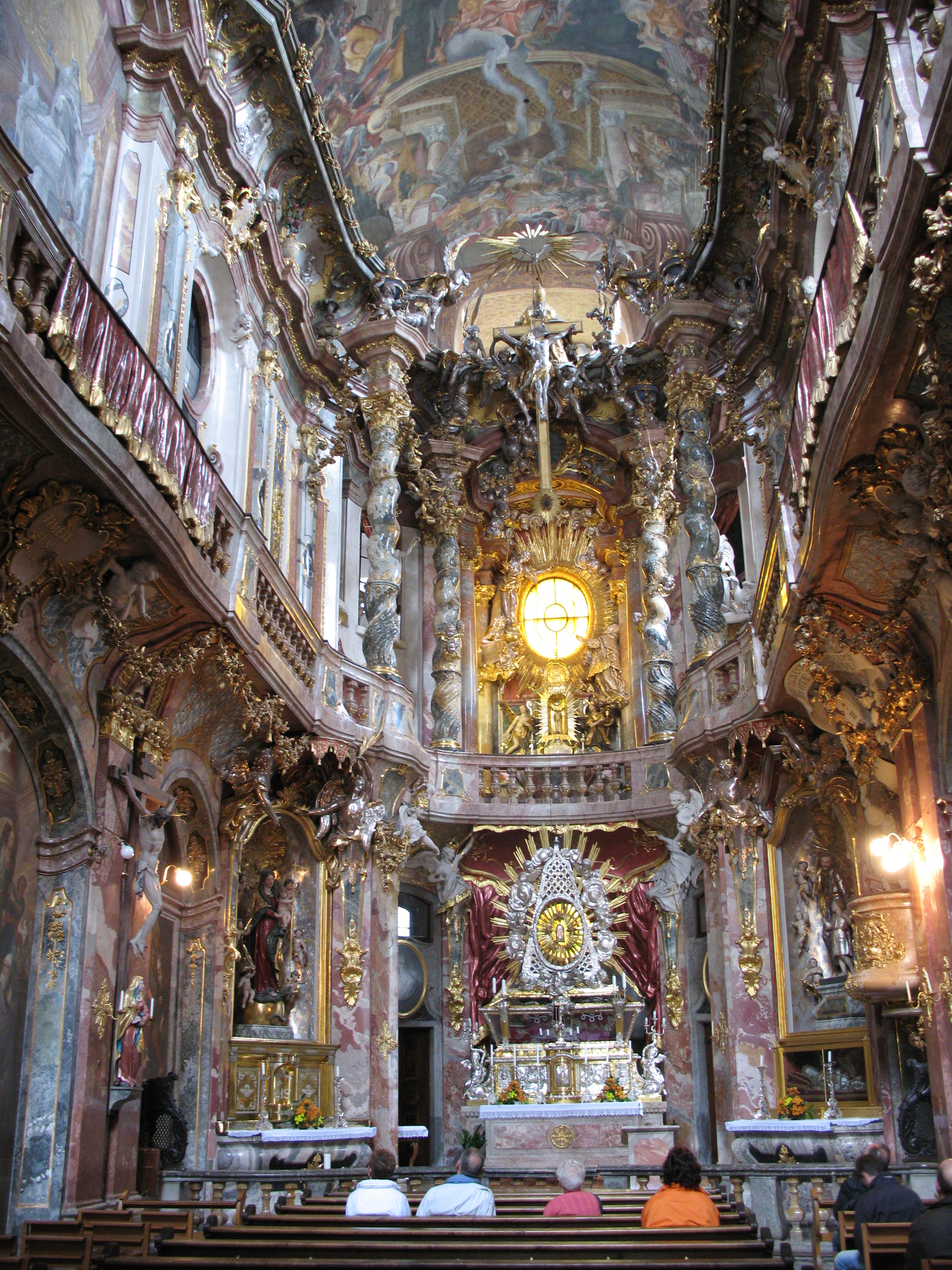
Asamkirche, interiér

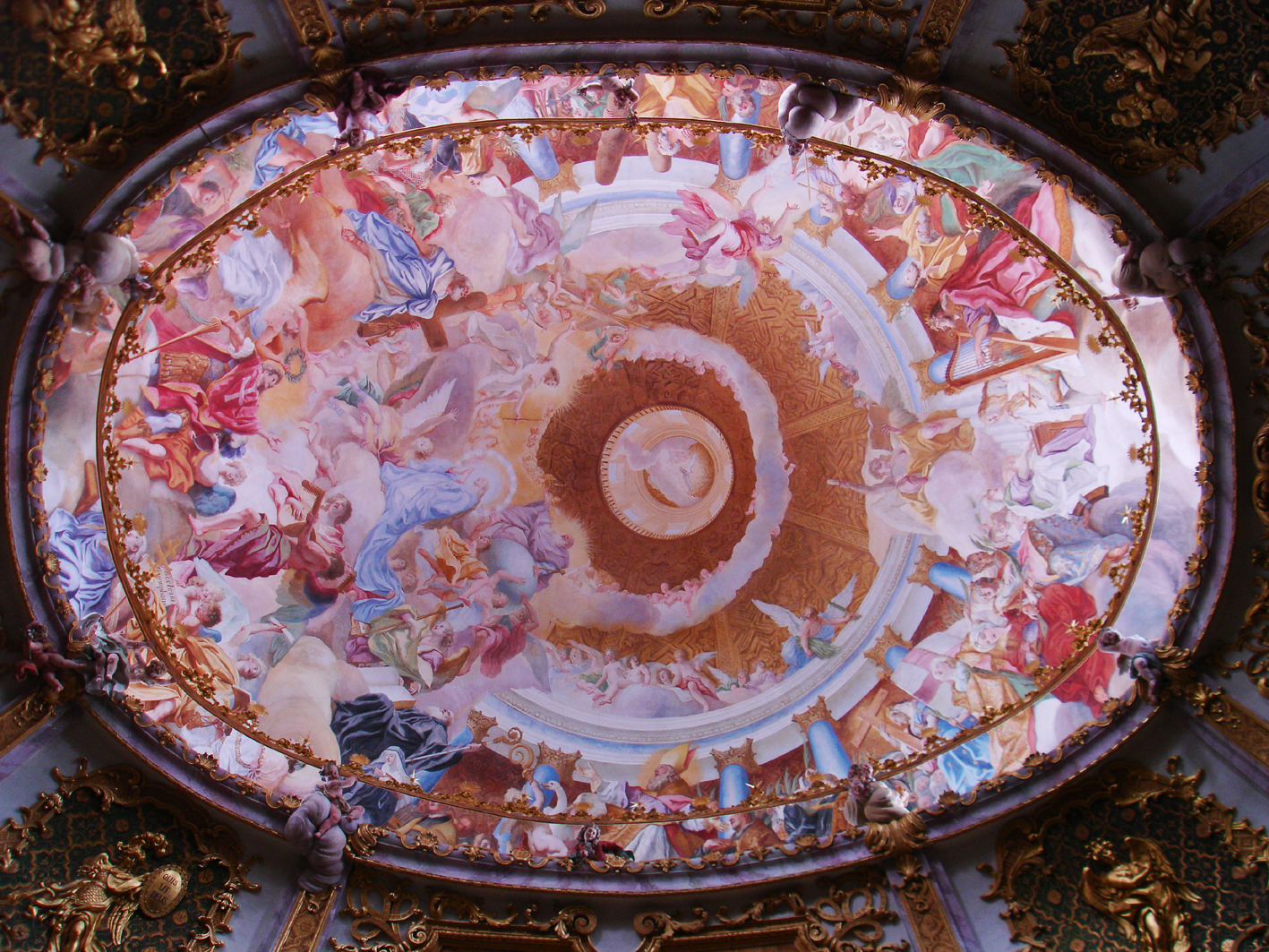
Nástropní freska (Weltenburg)

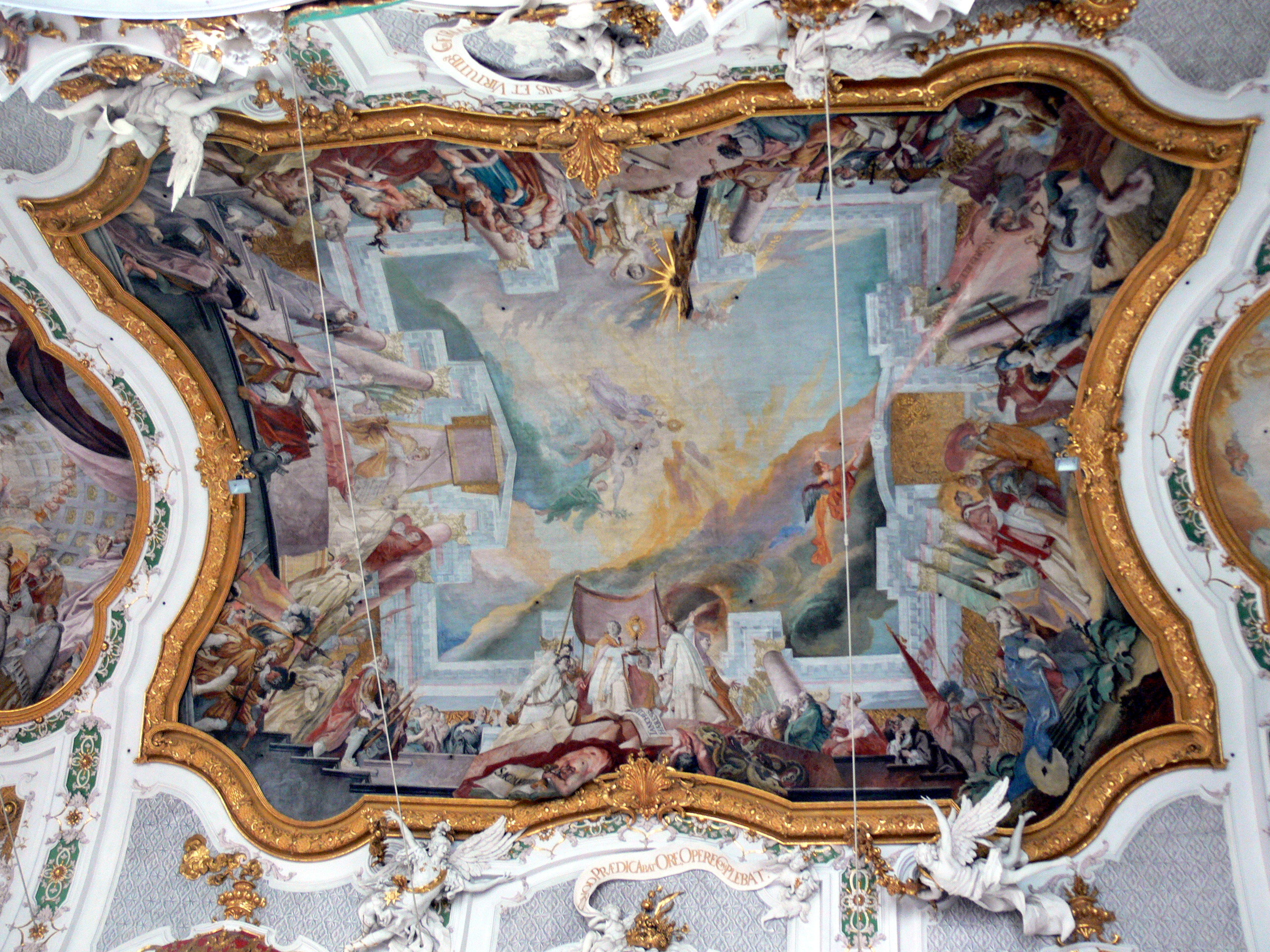
Nástropní freska (Altenmarkt)

## Život
Narodili se mezi 9 dětmi Hanse Georga Asama, klášterního malíře benediktinů v Benediktbeuern. Začali se učit řemeslu v dílně svého otce a po jeho smrti roku 1711 opat z Tegernsee poslal staršího Kosmu Damiána studovat malířství na slavné Akademii sv. Lukáše v Římě. Jeho talent a píle byly oceněny papežskou cenou. Je možné, že Kosmu doprovázel i mladší Egid Quirin. Studia dokončili oba bratři v Mnichově a po studijních cestách se tam usadili. V sezónách cestovali za prací po celé střední Evropě, od dolního Slezska (Lehnické Pole, přes Bavorsko a jižní  Tyrolsko až po Švýcarsko. Patřili k nejvýznamnějším jihoněmeckým tvůrcům interiérů rokokových chrámů, klášterů, paláců a zámků. Často pracovali pro řád benediktinů. V Bavorsku působili zejména v Mnichově, v Bamberku, ve Straubingu, Freisingu, v Rohru a v Metten. Díky otcovým kontaktům získali velmi brzy zakázky v okruhu klášterů benediktinů v Bavorsku, v Čechách i ve Švýcarsku.

## Dílo

### Bavorsko
- Kostel sv. Jana Nepomuckého v Mnichově, zvaný Asamkirche, protože jej bratři Asamové vybudovali z vlastních prostředků v letech 1733-1746 na místě obytného domu. Je patrně nejznámějším dílem obou bratří, koncept výzdoby sami navrhli i provedli. Dokonalé prolínání všech výzdobných prvků a materiálů s iluzí hloubky prostoru z něho činí Gesamtkunstwerk. Na klenbě kostela je mj. namalována pražská Svatovítská katedrála v dostavěné podobě se západním dvouvěžím, jak ji o století později navrhl Josef Mocker.
- Klášterní kostely Weltenburg, Michelfeld, Rohr (1718), Weingarten, Aldersbach, Mnichov (Sv. Anna), Gotteszell, Klášterní kostel sv. Jimrama v Řezně (1731–1733), Altenmarkt-Osterhofen (1732), Straubing (1739), Fürstenfeld (1741).
- Dóm ve  Freisingu
- Kostel svatého Ducha v Mnichově,
- Kostel sv. Martina v Meßkirchu
- Kostel archanděla Michaela v klášteře Metten
- Zámecké kaple Schleißheim (1721), Ettlingen (1732), Eichstätt

### Čechy
- Svatý Norbert monstrancí oslepuje heretiky, freska v kostele Panny Marie Vítězné na Bílé Hoře
- Tereziánský sál v prelatuře benediktinského kláštera v Břevnově (1727); freska na klenbě Zázrak svatého Vintíře zobrazuje klíčový moment legendy o poustevníkovi na hostině v době postu, kdy pečený páv oživl a uletěl.
- Klášterní kostel Panny Marie benediktinů v Kladrubech u Stříbra (1725)
- Kostel sv. Mikuláše na Staroměstském náměstí v Praze (1736)[1]

### Rakousko
- Dóm v Innsbrucku

### Slezsko
- Klášterní kostel Legnickie Pole (1733)

### Švýcarsko
- Klášterní a poutní kostel v Einsiedeln (1734)